# کالیکسا لاواله
کالیکسا لاواله (انگلیسی: Calixa Lavallée؛ ۲۸ دسامبر ۱۸۴۲ – ۲۱ ژانویهٔ ۱۸۹۱) یک آهنگساز، نوازنده پیانو، و رهبر (موسیقی) اهل کانادا بود. وی آهنگساز موسیقی سرود ملی کانادا است.

## زندگی‌نامه
کالیکسا لاواله در نزدیکی ورشر، کبک، حومه شهر مونترال استان کبک متولد شد. پدرش آگوستین به کارهای مختلفی مانند آهنگری، چوب‌بری، رهبر ارکستر و ساختن ساز به صورت خود آموخته می‌پرداخت. کالیکسا نزد پدر شروع به آموزش موسیقی کرد و در مونترآل تحت نظر پل لتوندال و چارلز ساباتیه تحصیل کرد. در سال ۱۸۵۷ به آمریکا نقل مکان کرد و در رود آیلند داوطلب خدمت سربازی در ارتش در زمان جنگ داخلی آمریکا شد و در ارتش به رتبه ستوانی رسید. در طول جنگ و بعد از آن، او بین کانادا و ایالات متحده در سفر بود و به موسیقی می‌پرداخت. در دهه ۱۸۶۰ اگر چه اقامت‌های کوتاهی در مونترال، شیکاگو، فیلادلفیا و نیویورک داشت، اما بیشتر وقت خود را صرف همراهی با گروه‌های نوازندگی سیار کرد.
در سال ۱۸۶۷ با یک زن آمریکایی با نام ژوزفین جنتیلی ازدواج کرد. او آثار عمده ارکسترال و اپرایش را در تالارهای کنسرت مهمی مانند آکادمی موسیقی در مونترال، کبک سیتی و در بسیاری از شهرستانهای ایالات متحده اجرا کرد.

در سال ۱۸۸۰ فرماندار کبک به لاواله سفارش ساختن سرود ملی کانادا را داد. با توجه به آن که وی در کانادا قادر به تأمین مالی خود و خانواده‌اش نبود، بنابراین به آمریکا نقل مکان کرد. در آنجا بود که ایده اتحاد بین کانادا و ایالات متحده آمریکا را مطرح کرد.
وی در سال‌های آخر عمرش رهبر گروه کر در کلیسای صلیب مقدس در بوستون بود. کالیکسا لاواله در سال ۱۸۹۱ در شهر بوستون در گذشت. سال‌ها بعد و در سال ۱۹۳۳ جنازه وی به مونترآل منتقل شد و در آنجا دفن شد.